# Hystricognathi
Hystricognathi — інфраряд гризунів (Glires) з ряду Мишоподібні (Muriformes).

## Макрокласифікація групи
Структура групи така: 
підряд Hystricomorpha (їжатцевиді)
- Інфраряд Ctenodactylomorphi (2 родини), центральна родина — Гундієві (Ctenodactylidae)
- Інфраряд Hystricognathi (16 родин), у тому числі:
  - парворяд Hystricomorpha (1 родина), центральна родина — Їжатцеві (Hystricidae)
  - Парворяд Phiomorpha (2 родини), центральна родина — Щетинцеві (Thryonomyidae)
  - Парворяд Bathyergomorpha (1 родина, нерідко як Phiomorpha), центральна родина — Землекопові (Bathyergidae)
  - Парворяд Caviomorpha (12 родин), центральна родина — Кавієві (Caviidae)

## Класифікація родин
Інфраряд Hystricognathi
Парворяд Їжатцевиді (Hystricomorpha)
Родина Їжатцеві (Hystricidae)
Парворяд Phiomorpha — "фіоморфні гістрікогнати"
Надродина Phioidea
Родина Африканські скельні щури (Petromuridae)
Родина Очеретяні щури (Thryonomyidae)

Надродина Bathyergoidea
Родина Землекопові (Bathyergidae)
Парворяд Caviomorpha — "кавієморфні гістрікогнати"
Надродина Erethizontoidea
Родина Голкошерстові (Erethizontidae)
Надродина Кавіюваті (Cavioidea)
Родина Кавієві (Caviidae)
Родина Пакові (Cuniculidae)
Родина Агутієві (Dasyproctidae)
Родина Пакаранові (Dinomyidae)
Надродина Шиншилуваті (Chinchilloidea)
Родина Шиншилові (Chinchillidae)
Родина Абракомові (Abrocomidae)
Надродина Octodontoidea
Родина Нутрієві (Myocastoridae)
Родина Хутієві (Capromyidae)
Родина Віскашеві (Octodontidae)
Родина Тукотукові (Ctenomyidae)
Родина Ехімісові (Echimyidae)